# Copaifera
Genre
Classification phylogénétique
Copaifera est un genre de plantes à fleurs de la famille des Fabaceae composé de 25 à 43 espèces d'arbres tropicaux.

## Liste d'espèces

### SelonNCBI(13 juil. 2010)[1]
- Copaifera coriacea
- Copaifera langsdorffii
- Copaifera mildbraedii
- Copaifera multijuga
- Copaifera oblongifolia
- Copaifera officinalis
- Copaifera salikounda
- Copaifera trapezifolia

### SelonITIS(13 juil. 2010)[2]
- Copaifera langsdorfii Desf.
- Copaifera multijuga Hayne
- Copaifera officinalis (Jacq.) L.

### Selon GRIN[3],[4]
- Copaifera aromatica Dwyer
- Copaifera baumiana Harms
- Copaifera bracteata Benth.
- Copaifera brasiliensis Dwyer
- Copaifera bulbotricha Rizz. & Heringer
- Copaifera canime Harms
- Copaifera cearensis Ducke
- Copaifera chodatiana (Hassler) J.Leonard
- Copaifera coriacea Martius
- Copaifera depilis Dwyer
- Copaifera duckei Dwyer
- Copaifera elliptica Martius
- Copaifera epunctata Amshoff
- Copaifera glycycarpa Ducke
- Copaifera guyanensis Desf.
- Copaifera gynohirsuta Dwyer
- Copaifera jacquiniana G.Don
- Copaifera jacquinii Desf.
- Copaifera jussieui Hayne
- Copaifera laevis Dwyer
- Copaifera langsdorffii Desf.
- Copaifera lucens Dwyer
- Copaifera luetzelburgii Harms
- Copaifera magnifolia Dwyer
- Copaifera majorina Dwyer
- Copaifera malmei Harms
- Copaifera marginata Benth.
- Copaifera martii Hayne
- Copaifera mildbraedii Harms
- Copaifera multijuga Hayne
- Copaifera nana Rizz.
- Copaifera oblongifolia Martius
- Copaifera officinalis L.
- Copaifera panamensis (Britton & Rose) Standley
- Copaifera paupera (Herzog) Dwyer
- Copaifera piresii Ducke
- Copaifera pubiflora Benth.
- Copaifera religiosa J.Leonard[5]
- Copaifera reticulata Ducke
- Copaifera rondonii Hoehne
- Copaifera salikounda Heckel
- Copaifera trapezifolia Hayne
- Copaifera utilissima J.Saldanha
- Copaifera venezuelana Harms & Pittier